# Halsphlegmone
Eine Halsphlegmone ist eine diffuse, in der Regel sehr rasch sich ausbreitende, bakterielle Entzündung der Halsweichteile. 

## Entstehung und Verlauf
Ausgangspunkt einer Halsphlegmone ist meist eine akute Entzündung der Gaumenmandeln, auch über den Weg eines Peritonsillarabszesses oder eines entzündeten regionären Lymphknotens. Auch Rachenverletzungen oder eingespießte Fremdkörper können zu einer Halsphlegmone führen, wie auch eitrige Entzündungen der Ohrspeicheldrüse, Wurzelentzündungen der hinteren Molaren und sogar eitrige Entzündungen des äußeren und mittleren Ohres. 
Die Entzündung dringt in das Spatium parapharyngeum, den Bindegewebsraum seitlich des Rachens, und breitet sich von hier nach unten in die Weichteile des Halses aus. Insbesondere erfolgt die Ausbreitung auch entlang der Gefäßscheide des Halses, wodurch häufig eine infizierte Thrombose der Vena iugularis mit der Gefahr einer Sepsis entsteht. Im weiteren Verlauf erreicht die Entzündung das Mediastinum mit der Folge einer lebensbedrohenden Mediastinitis. Unbehandelt kann eine Halsphlegmone in wenigen Tagen zum Tod führen.

## Diagnose und Symptome
Unter erheblichen Allgemeinerscheinungen mit steigendem Fieber und schwerem Krankheitsgefühl kommt es zuerst zu einer druckempfindlichen Schwellung im Bereich des Kieferwinkels mit schmerzbedingtem Schiefhals, die sich rasch über die ganze Halsseite und auch auf das Gesicht ausbreitet. Innen findet sich häufig eine Vorwölbung der seitlichen Rachenwand, die bis in den Hypopharynx reichen und zu Schluckbeschwerden und zur Atembehinderung führen kann.
Die Diagnose erfolgt anhand der typischen Symptome, eine CT-, MR- oder Ultraschall-Untersuchung kann unterstützen.

## Behandlung
Eine Halsphlegmone erfordert eine unverzügliche operative Intervention. Unter hochdosierter antibiotischer Behandlung werden die Bindegewebsräume des Halses, insbesondere auch die Gefäßscheide, freigelegt und durch Einlage von Laschen und Schläuchen drainiert. Im Weiteren erfolgen Spülungen mit desinfizierenden Lösungen und eine schrittweise Kürzung der eingelegten Laschen.